# Pref mag
 (mai 2018).
Si vous disposez d'ouvrages ou d'articles de référence ou si vous connaissez des sites web de qualité traitant du thème abordé ici, merci de compléter l'article en donnant les références utiles à sa vérifiabilité et en les liant à la section « Notes et références ».
Pref mag  anciennement Préférences Mag est un magazine bimestriel gay français fondé en mars 2004 fondé par Jacques Raffaelli et Christopher Gaspar. Il publia son quarante-deuxième et dernier numéro en 2011. 
Pref Mag a toujours eu pour ligne éditoriale le secteur de la presse « gay », en tentant toutefois de se démarquer des autres titres comme Têtu. Le but était donc de s'éloigner de l'image d'un ghetto gay et de lui préférer une vision plus ouverte à travers ses articles et ses portfolios. Le magazine avait Le Gai Pied pour modèle. 
L'image fut d'ailleurs un élément important de l'histoire du magazine qui accordait, au fil de ses évolutions et de ses nouvelles rubriques, des cartes blanches à de jeunes photographes, mais faisait aussi appel à des photographes plus reconnus.
Cet attrait pour l'image témoigne de la visée éditoriale de PREF mag, entre des articles de fond, parfois critiques, et un parti pris résolument sexy.
La distribution se faisait en Europe et en Amérique du Nord (Canada/États-Unis).